# Terinos uranus
Terinos uranus är en fjärilsart som beskrevs av Otto Staudinger. Terinos uranus ingår i släktet Terinos och familjen praktfjärilar. Inga underarter finns listade i Catalogue of Life.